# ケチ川
ケチ川（ケチがわ、ケット川、ケート川、ケト川、英語: Ket、ロシア語: Кеть、セリクプ語: Ӄэт / Ӄэ̄т）は、ロシアのクラスノヤルスク地方およびトムスク州を流れる川で、西シベリアの大河オビ川の右支流である。上流部は大ケチ川（ボリショイ・ケチ川、Big Ket、Большая Кеть）の名でも知られる。
長さは1,621km、流域面積は94,200平方kmで西シベリア平原の東部を流れる。10月末から11月はじめにかけて凍結し、4月末から5月上旬には解ける。
主な支流にソチュル川（Сочур）、オルロフカ川（Орловка）、リシツァ川（Лисица）、小ケチ川（Малая Кеть）、メンデル川（Мендель）、イェロヴァヤ川（Еловая）、チャチャムガ川（Чачамга）などがある。流域にはケット語（ケート語）を話すケット人（ケート人）が住む。
オビ川から東へ伸びるケチ川はロシア人のシベリア横断の重要な水路であった。1596年にはこの地方に進出したコサックが沿岸にケチ砦を築き、流域のケット人にヤサク（毛皮貢納の税）を課した。19世紀末には、オビ川水系のケチ川とエニセイ川水系の大カス川を結ぶケチ・カス運河が建設された。この運河によりケチ川はシベリアの大河である両水系を結び東西方向の交通を担う水路となるはずであったが、運河は水深が浅くて距離も長く、不便な位置にあり、加えて年の大半は凍結しているため、シベリア鉄道との競争に敗北し1921年に廃止された。